# Home and Away: All or Nothing
Home and Away: All or Nothing, es una película para la televisión australiana de tres partes estrenada el 26 de enero de 2017. Es el tercer especial de la exitosa serie australiana "Home and Away".

## Historia
Los Braxtons vuelven a ser atacados por el criminal Trevor "Gunno" Gunson, cuando Kyle Braxton se vuelve el nuevo objetivo de Gunno, por lo que la familia tendrá que llegar hasta las últimas consecuencias para salvarlo y deshacerse finalmente de Gunno.

## Personajes

### Personajes principales
| Actor               | Personaje             | Ocupación | Notas |
| ------------------- | --------------------- | --------- | ----- |
| Nicholas Westaway   | Kyle Braxton          | -         | -     |
| Dan Ewing           | Heath Braxton         | -         | -     |
| Diarmid Heidenreich | Trevor "Gunno" Gunson | Criminal  | -     |
| Kyle Pryor          | Nate Cooper           | Doctor    | -     |
| George Mason        | Martin "Ash" Ashford  | -         | -     |
| Lisa Gormley        | Bianca Scott-Braxton  | -         | -     |
| Alea O'Shea         | Darcy Braxton         | -         | -     |
| Samantha Jade       | Isla Schultz          | -         | -     |
| Lynne McGranger     | Irene Roberts         | -         | -     |

### Personajes secundarios
| Actor                | Personaje    | Ocupación              | Notas |
| -------------------- | ------------ | ---------------------- | ----- |
| Justin Stewart Cotta | Mayhem       | Guardia de la Prisión  | -     |
| Sandy Winton         | Richardson   | Guardia de la Prisión  | -     |
| Peter Callan         | Frank        | Criminal               | -     |
| Benjamin Hoetjes     | -            | Criminal               | -     |
| Lauren Clair         | Emily Larsen | Sargento de la Policía | -     |
| Chantelle Jamieson   | -            | Periodista             | -     |
| Aaron Scully         | -            | Guardia de la Prisión  | -     |
| Oliver Cooney        | -            | Paramédico             | -     |

## Producción
Tras el éxito del primer episodio especial de la exitosa serie australiana Home and Away: "Home and Away: An Eye for An Eye", estrenado el 9 de diciembre del 2015 la cadena Chanel 7 anunció el 6 de mayo del 2016 que había encargado dos episodios más de larga duración: el segundo especial fue estrenado el 19 de diciembre bajo el título Home and Away: Revenge y el tercer especial será estrenado el 26 de enero del 2017 con el título "Home and Away: All or Nothing".
El tercer especial contará con la participación de los actores Nicholas Westaway quien interpretaría nuevamente a Kyle durante el especial, Dan Ewing (nuevamente como Heath), Lisa Gormley (como Bianca) y Samantha Jade quien dará nuevamente vida a Isla Schultz.
Dirigida por Arnie Custo contó con el apoyo de la escritora Louise Bowes y de Dan Bennett.
La serie contó con la productora Lucy Addario y los productores ejecutivos John Holmes y Julie McGauran, así como la productora de línea Nicole Roberts.
La película para la televisión también contó con el compositor Michael Yezereski y el editor Stafford Jackson Wales.